# Deomyinae
I Deomyini (Thomas, 1888) sono una delle cinque sottofamiglie in cui si suddivide la famiglia dei Muridi.

## Descrizione
La sottofamiglia comprende specie apparentemente senza una caratteristica morfologica comune ma con una stretta relazione filogenetica, basata principalmente su analisi della regione del citocromo b del DNA mitocondriale. Tuttavia tutti e quattro i generi hanno in comune la peculiarità della struttura del pelo della pelliccia, che può essere appiattito e affusolato verso l'estremità, oppure setoloso, donando ad alcune specie un mantello densamente spinoso. Il cranio presenta nel genere Deomys, e in maniera meno evidente anche in Lophuromys, l'insolita disposizione molto abbassata delle placche zigomatiche, le quali sono posizionate al di sotto del livello dei fori infra-orbitali. In tre generi il palato è largo e si estende ben oltre la radice dei molari, coprendo totalmente la fossa meso-pterigoidea. I piedi sono stretti e lunghi, adattamento ad una vita prevalentemente terricola. La coda varia notevolmente in lunghezza, passando da circa la metà della lunghezza della testa e del corpo a circa una volta e mezzo di essa.

## Distribuzione e habitat
La sottofamiglia è diffusa in Africa, nel Vicino Oriente e in alcune delle isole del Mar Mediterraneo. Occupano i più svariati tipi di habitat, dalle zone desertiche e semi-desertiche alle foreste pluviali tropicali.

## Tassonomia
La sottofamiglia dei Deomyini comprende circa 54 specie, suddivise in 4 generi:
- Genere Acomys
- Genere Deomys
- Genere Lophuromys
- Genere Uranomys